# یواس‌اس وگو (اف‌اف-۱۰۴۷)
یواس‌اس وگو (اف‌اف-۱۰۴۷) (به انگلیسی: USS Voge (FF-1047)) یک کشتی بود که طول آن ۴۱۴ فوت ۶ اینچ (۱۲۶٫۳۴ متر) بود. این کشتی در سال ۱۹۶۵ ساخته شد.